# Hulagathur, Sakleshpur
Hulagathur là một làng thuộc tehsil Sakleshpur, huyện Hassan, bang Karnataka, Ấn Độ.